# Mingus!
Mingus! è un album del musicista jazz statunitense Charles Mingus registrato a New York il 20 ottobre e l'11 novembre del 1960.

## Tracce
1. M D M (Monk, Duke & Me) – 19:52 (Charles Mingus, Jazz workshop)
2. Stormy weather – 13:25 (Harold Arlen, Dorothy Koehler)
3. Lock'em up (Hellview of Bellevue) – 06:35 Charles Mingus, Jazz workshop)

## Formazione
- Charles Mingus – contrabbasso
- Ted Curson e Lonnie Hillyer – tromba
- Jimmy Knepper e Britt Woodman – trombone
- Eric Dolphy - sassofono contralto e clarinetto
- Charles McPherson - sassofono contralto
- Brooker Ervin - sassofono tenore
- Nico Bunick – pianoforte (nei brani 1 e 2)
- Paul Bley – pianoforte (nel brano 3)
- Dannie Richmond - batteria

Tecnici
- Tom d'Orleans – ingegnere di registrazione
- Frank Gauna – foto di copertina e design
- Nat Hentoff – note di copertina